# Hamrochon Sarifij
Hamrochon Sarifij (tadschikisch Ҳамрохон Зарифӣ, russisch Хамрохон Зарифи, bis 17. April 2007 Hamrochon Saripow; * 25. Dezember 1948 im Distrikt Wosse bei Kulob) ist ein tadschikischer Diplomat und Politiker.
Hamrochon Sarifij studierte von 1966 bis 1971 am Staatlichen Pädagogischen Institut in Kulob Mathematik und Physik. Nach dem Studium blieb er als Dozent an der Fakultät für Physik, bis er 1972 den Wehrdienst in der Roten Armee antrat. 1973 trat er eine Forschungstätigkeit am Physisch-technischen Umarow-Institut in Duschanbe an. Von 1974 an arbeitete er hauptberuflich im Dienst des KGB der Tadschikischen Sowjetrepublik. Nach dem Zusammenbruch der Sowjetunion wechselte er 1993 ins Außenministerium der nunmehr unabhängigen Republik Tadschikistan. Von 1995 bis 1996 war er stellvertretender Außenminister. Ab 1996 war Sarifij ständiger Vertreter Tadschikistans bei der Organisation für Sicherheit und Zusammenarbeit in Europa (OSZE), ab 1997 Botschafter in Österreich. Sein Geschäftsbereich wurde 1998 um die Schweiz und 1999 um Ungarn erweitert. 2002 beendete er seine Tätigkeit in Europa und ging als Botschafter Tadschikistans bei den Vereinigten Staaten nach Washington. Dieses Amt hatte er bis zu seiner Ernennung zum tadschikischen Außenminister am 1. Dezember 2006 inne.
Am 1. Dezember 2013 wurde er vom neuen Außenminister des Landes Sirodschiddin Muhriddin abgelöst.